# Obserwatorium Nihondaira
Obserwatorium Nihondaira – obserwatorium astronomiczne w Japonii, położone na wzgórzu Nihondaira w pobliżu miasta Shimizu w prefekturze Shizuoka. W obserwatorium tym w latach 80. i 90. XX w. Takeshi Urata odkrył ponad 150 planetoid.
Nazwa planetoidy (2880) Nihondaira pochodzi od nazwy tego obserwatorium.